# Andreas Magni
Andreas Magni, född 1542, död 1609 i Örberga socken, var en svensk präst i Örberga församling.

## Biografi
Andreas Magni föddes 1542. Han var son till borgaren Måns Andersson i Vadstena. Magni prästvigdes 1573 och blev 1580 kyrkoherde i Örberga församling, Örberga pastorat. År 1593 underskrev han Uppsala mötes beslut. Han avled 1609 i Örberga socken.

### Familj
Magni gifte sig med en kvinna. De fick tillsammans dottern Ingeborg (1603–1672) som gifte sig med prosten Johannes Marci Bullernæsius i Simtuna socken.